# Loxomitra mepse
Loxomitra mepse är en bägardjursart som först beskrevs av Ernst Marcus 1957.  Loxomitra mepse ingår i släktet Loxomitra och familjen Loxosomatidae. Inga underarter finns listade i Catalogue of Life.